# Reichertshausen (Egling)
Reichertshausen ist ein Gemeindeteil der oberbayerischen Gemeinde Egling im Landkreis Bad Tölz-Wolfratshausen. Der Weiler liegt auf der Gemarkung Moosham circa vier Kilometer südöstlich von Egling.
Reichertshausen kam als Gemeindeteil von Moosham beim Zusammenschluss der Gemeinden am 1. Mai 1978 zur Gemeinde Egling.

## Geschichte
Reichertshausen wird als Rihherishusa zwischen 1034 und 1041 erstmals in den Traditionen des Klosters Tegernsee genannt, als die Edle Tota, die Gattin Hildebrands, den Rest ihres Besitzes in Deining gegen Geld und eine Edelhufe zu Reichertshausen an das Kloster verkaufte.

## Sehenswürdigkeiten
Siehe auch: Liste der Baudenkmäler in Egling#Reichertshausen
- St. Coloman (Reichertshausen)